# 江陵路
江陵路，元朝时设置的路。
大德五年（1301年）置，治所在江陵县。辖境约当今湖北省枝江市以东，潜江市以西，荆门、当阳二市以南地区。天历二年（1329年），以元文宗潜藩，改名中興路。